# Polybia tinctipennis
Polybia tinctipennis är en getingart som beskrevs av Fox 1898. Polybia tinctipennis ingår i släktet Polybia och familjen getingar. Utöver nominatformen finns också underarten P. t. nebulosa.